# Лэндор, Генри Сэвидж
А́рнольд Ге́нри Сэ́видж Лэ́ндор (англ. Arnold Henry Savage Landor; 1865[…] или 2 июня 1867, Флоренция — 26 декабря 1924[…], Флоренция) — английский путешественник и художник, племянник поэта  Уолтера Лэндора (1775—1864).

## Биография
Родился в 1865 году, в семье Чарльза Сэвиджа Лэндора. Поэт Уолтер Сэвидж Лэндор был его дядей. Он уехал в Париж в возрасте пятнадцати лет, чтобы учиться в Академии Жюлиана под руководством Гюстава Буланже и Жюля Лефевра. Много путешествовал, в том числе на Хоккайдо, Курильские острова, где исследовал культуру айнов; по Тибету, где исследовал истоки Брахмапутры, неудачно пытался достигнуть Лхассы. В 1900 году Лэндор сопровождал в Пекин соединённую армию европейцев. В 1902 году путешествовал по Филиппинским островам. Художник умер в 1924 году. Похоронен на английском кладбище во Флоренции.

## Труды
- Alon e with the hairy Ainu (Лондон, 1893)
- Corea (ib., 1895)
- A journey to the sacred mountain of Siao-ou-tai-shan (ib., 1901)
- In the forbidden land (описание путешествия к Лхасе, 2 т., ib., 1898, V изд., ib., 1900)
- China and the allies (ib., 1901)
- Across coveted lands (ib., 1902)
- The gems of the east (ib., 1904)
- На запретном пути. Часть вторая. Путешествие по Тибету Генри Ландора. В изложении Эмилии Пименовой. // журнал «Юный читатель», 1899, № 5. — Санкт-Петербург, типография Е. Евдокимова Троицкая, 18.